# Slag bij Friedland
De Slag bij Friedland had plaats op 14 juni 1807 bij Friedland (na 1945 Pravdinsk genoemd), ten zuidoosten van Koningsbergen, nu de Russische stad Kaliningrad. De slag was een groot conflict gedurende de napoleontische oorlogen waarmee de Vierde Coalitieoorlog werd beëindigd.
Na meer dan drieëntwintig uur van vechten behaalden de Franse troepen, geleid door Napoleon Bonaparte, een beslissende overwinning tegen het Russische leger, geleid door Levin August von Bennigsen. Aan het einde van de slag hadden de Fransen de volledige controle over het slagveld en trokken de Russen zich terug over de Łyna waarbij vele soldaten verdronken.
De Franse overwinning is deels te danken aan het feit dat de Russen een zwakke positie op het slagveld hadden ingenomen waarbij ze de Łyna in de rug hadden.

## Achtergrond
Nadat Napoleon de Slag bij Eylau op het nippertje won op 8 februari 1807, was er weer iets meer ademruimte in het Franse leger. De veldslag had echter een grote tol geheven op de Grande Armée, vooral bij de Cavalerie. Het was immers dankzij deze cavalerie, aangevoerd door Joachim Murat, dat de Fransen het tij hadden kunnen keren en de slag alsnog wonnen. Het had echter niet veel gescheeld. De Franse cavalerie was er dus slecht aan toe, en ook bij de rest van het leger zag de situatie er ronduit slecht uit. 
Napoleon zag dit in, en besloot zijn leger te laten overwinteren in Warschau. Hier liet hij massaal rantsoenen leveren, en na een aantal maanden rust en grote veranderingen en hervormingen in het leger stond de situatie er weer beter voor. Tevens liet hij meer verse soldaten toeleveren, waardoor het leger nog groter werd dan voorheen. 
Tegelijkertijd hadden de Russen en de Pruisen niet stilgezeten. Het Pruisische koningspaar, Frederik Willem III van Pruisen en zijn vrouw Louise van Mecklenburg-Strelitz, waren met hun hofhouding gevlucht naar Koningsbergen. Dit was het laatste gebied dat Pruissen nog in handen had. Het was cruciaal dat de Fransen dit gebied zouden veroveren, wilden ze een einde maken aan deze oorlog, die inmiddels al meer dan 10 maanden duurde. De Fransen waren oorlogsmoe, en de meeste soldaten hadden hun vaderland al bijna een jaar niet gezien. Dit speelde erg mee in de beslissingen van Napoleon. Anderzijds beseften de Russen dit goed genoeg, en zij probeerden van de oorlog een uitputtingsslag te maken. Ze ontweken vakkundig de Franse legers, en probeerden zo telkens een slag te vermijden. Tijdens de winter was dit bijna gelukt, maar nu lagen de kaarten er anders voor. 

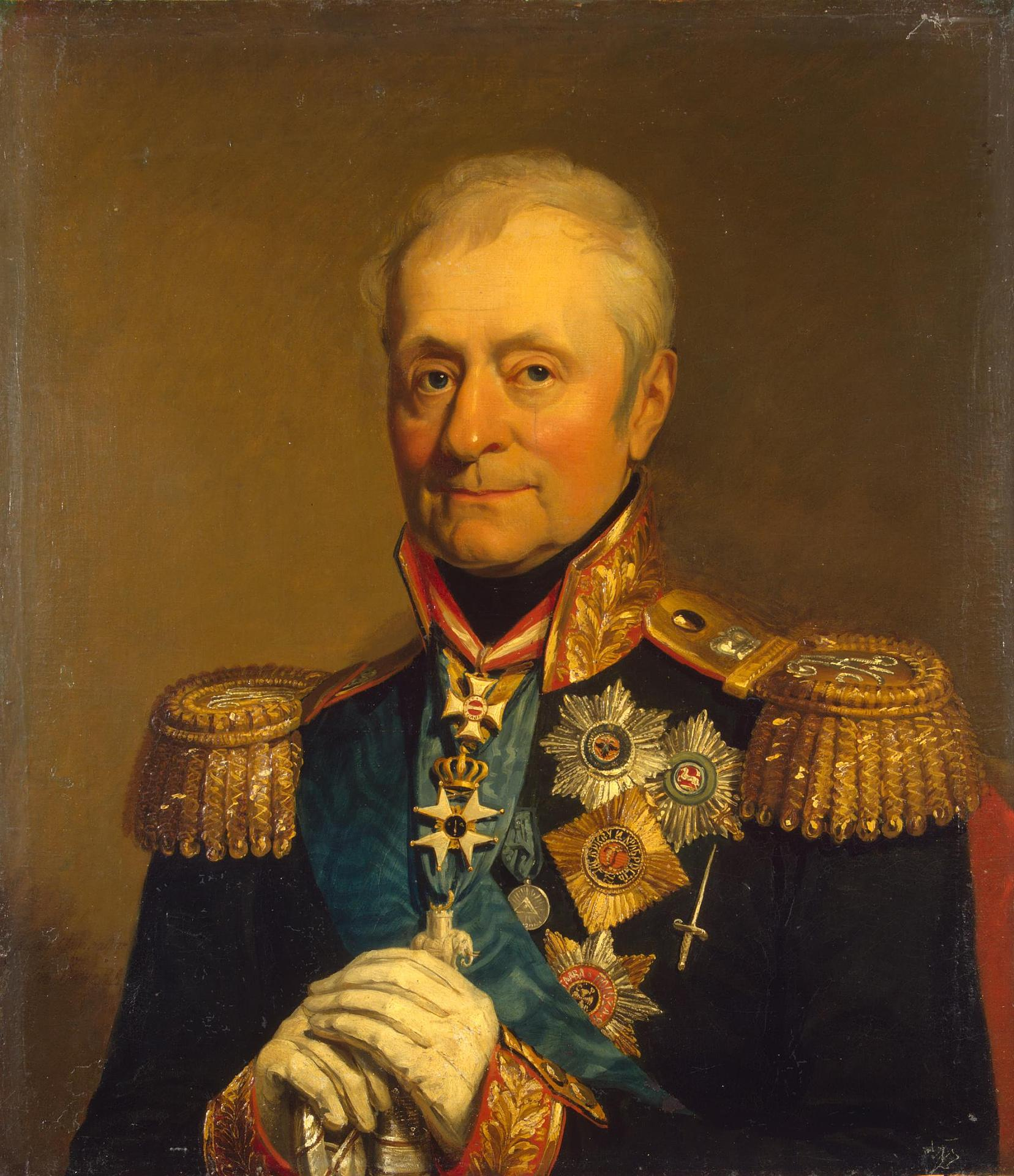
Levin August von Bennigsen

De Russische bevelhebber, Levin August von Bennigsen, stond in juni 1807 echter voor een dilemma. Hij kon blijven vluchten en zo een echte veldslag blijven vermijden, maar dan zou hij tot diep in het Russische keizerrijk achtervolgd worden door de Franse troepen, en zouden de Fransen tevens Koningsbergen veroveren en zo Pruisen definitief verslagen. Dit zou voor Rusland een nederlaag betekenen. Daar komt nog eens bij kijken dat Koningsbergen ook voor de Russen zelf van levensbelang was. Het diende als Russische uitvalsbasis, en bevatte immense voeding- en munitiedepots. Bovendien werd de stad regelmatig bevoorraad door de Britten. De stad opgeven was dus geen optie voor de Russische bevelhebber, en daarom besloot hij met zijn troepenmacht naar het resterende stukje Pruisen op de rukken. 
Maar dat was precies waar Napoleon op rekende.

## De veldslag
Regelmatig kwam het tot schermutselingen. Zo werd maarschalk Ney op 2 juni plotseling verrast door het voltallige leger van Bennigsen. Ney beschikte over nog geen 17.000 manschappen, Bennigsen over 63.000. Ney leidde zijn troepen op briljante wijze uit het gevecht, en kon zo het merendeel van zijn leger laten ontkomen. Hij wist het bloedbad te ontsnappen met 15.000 troepen, tot grote woede van de Russische bevelhebber. Door deze mislukte aanval had Bennigsen echter de locatie van zijn leger prijsgegeven aan Napoleon. Die wist wat te doen. Zoals alleen hij dat kon liet hij zijn troepen bliksemsnel oprukken, en zette hij de achtervolging in. Zowel Napoleon, als Bennigsen waren onderweg naar Koningsbergen. Napoleon probeerde zo veel mogelijk de confrontatie op te zoeken, maar steeds opnieuw vermeed Bennigsen het conflict. Op 13 juni echter maakte de Russische bevelhebber de cruciale fout waar Napoleon zo lang op gewacht had. Het gebeurde bij het plaatsje Friedland, dat in een bocht van de Alle ligt. Zowel de Fransen als de Russen rukten langs de rivier op richting Koningsbergen, de Fransen aan de westeroever, de Russen aan de Oostelijke oever. Als Bennigsen wou verhinderen dat de Fransen de stad zouden bereiken, moest hij voorkomen dat ze de rivier zouden oversteken. Daarom liet hij zijn leger rusten bij de brug van Friedland, de laatste brug voor Koningsbergen. Hij dacht een voorsprong te hebben, en voelde zich in zijn element. Toen plots de Franse maarschalk Lannes opdook met 10.000 soldaten, was dat in de ogen van Bennigsen dan ook geen reden voor paniek. Hij had niet verwacht dat het een voorbode zou zijn voor een grootschalige veldslag. 
De Russische veldheer Bennigsen was erop gebrand de Fransen te vernietigen. Hij besloot dus om, tegen het advies van sommige van zijn officieren, steeds meer troepen de rivier over te laten steken. Lannes had zich immers zo gepositioneerd dat hij met zijn relatief kleine troepenmacht toch verbazingwekkend lang stand kon houden. Hij kocht tijd, en die tijd had Napoleon nodig om de rest van de Grande Armée naar Friedland te laten marcheren. Omdat het leger van maarschalk Lannes maar bleef standhouden, stuurde Bennigsen steeds meer troepen naar de Westelijke kant van de rivier. Dit alles over houten bruggen die een paar uur voordien door Russische ingenieurs gebouwd waren. Al na een paar uur kwam het ene na het andere Franse regiment versterking bieden aan dat van Lannes, en langzaam maar zeker stroomde de voltallige Grande Armée het slagveld toe. 
Bennigsen verbaasde zich hierover, maar het was pas na een paar uur dat hij de ernst van de situatie inzag. Toen was meer dan de helft van zijn leger de rivier echter al overgestoken. Op dit moment besloot hij de resterende 50.000 manschappen aan de Oostelijke kant ook naar het Westen te sturen. Er was geen weg terug. 

### De Russische aanval
In de vroege uren van de slag leden de Franse gelederen zware verliezen. Golf na golf van Russische infanterietroepen moesten de Franse grenadiers van zich af slaan. Vooral de Russische zware cavalerie zorgde voor ware bloedbaden. Langs de flanken bleven de cavalerietroepen maar toestromen en richten ze ravage aan. De Russen leken van overal te komen. De Fransen hielden echter stand. In hun charge hadden de Russen geen oog voor de aankomende zwarte, golvende massa van paarden en ruiters die op volle snelheid op de Russische legers inbeukten. Het was de Franse cavalerie. Het eerste regiment kwam van links, het tweede regiment van rechts. De Franse zware en lichte cavalerie reed op de Russen in een zorgde daar voor een nachtmerrie van bloed en zweet. De Franse cavalerie slachtte iedereen af die op haar pad kwam. Ze reden zelfs zo snel op de Russische troepen in, dat ze zich al gauw in het midden van het slagveld bevonden. Ze hadden de aanwezige Russische infanterie al grotendeels onschadelijk gemaakt, maar werden nu door de Russische artillerie bestookt. Ze kregen de volle lading. Onder leiding van kolonel Blancard wachtte het tweede regiment cavalerie op het perfecte moment om aan te vallen, terwijl er over hen een regen van kogels en kanonskogels heen viel. Beide cavalerie-eenheden zouden die dag niet minder dan 15 charges uitvoeren, wat vaak bloederige man-tot-man gevechten inhield. 

### Napoleon betreedt het slagveld
Napoleon zelf was nog minder dan twee uur verwijderd van het slagveld. Met hem liepen duizenden soldaten in geforceerde mars naar Friedland, waar ze de broodnodige versterking zouden bieden aan het Franse leger. Om halfeen 's middags kwam Napoleon met de rest van het Grande Armée aan op het slagveld. Hier nam hij meteen het commando over. 
Meteen na zijn aankomst liepen er een aantal van zijn officiers op hem af met de vraag of ze hun leger niet beter zouden terugtrekken, en de slag morgenvroeg verderzetten met de volledige Grande Armée. Ze vreesden immers dat de Russen binnen een aantal minuten de Franse linies volledig zouden overrompelen. Hierop reageerde Napoleon koeltjes: "Nee, nee, men kan de vijand niet twee keer achter elkaar op zo'n dwaasheid betrappen.
Kort na de middag waren de Franse legers nog steeds in de minderheid, maar langzaam begon het tij te keren. De Russen probeerden het leger van Napoleon in te sluiten door een soort halve cirkel te vormen, maar deze formatie liet Napoleon meteen openbreken door de cavalerie. Het was een van zijn favoriete militaire strategieën. De halve cirkel werd in het midden opgebroken, waarna beide helften apart afgemaakt werden door ruiters en grenadiers. 
De Russische soldaten konden echter moeilijk vluchten, want de snelstromende Alle in hun rug maakte een terugtocht haast onmogelijk. Dit wilde Napoleon uiteraard in zijn voordeel gebruiken. Nog even, zo hoopte Napoleon, en niet alleen deze veldslag, maar de hele oorlog zou voorbij zijn. 

### Ney's charge

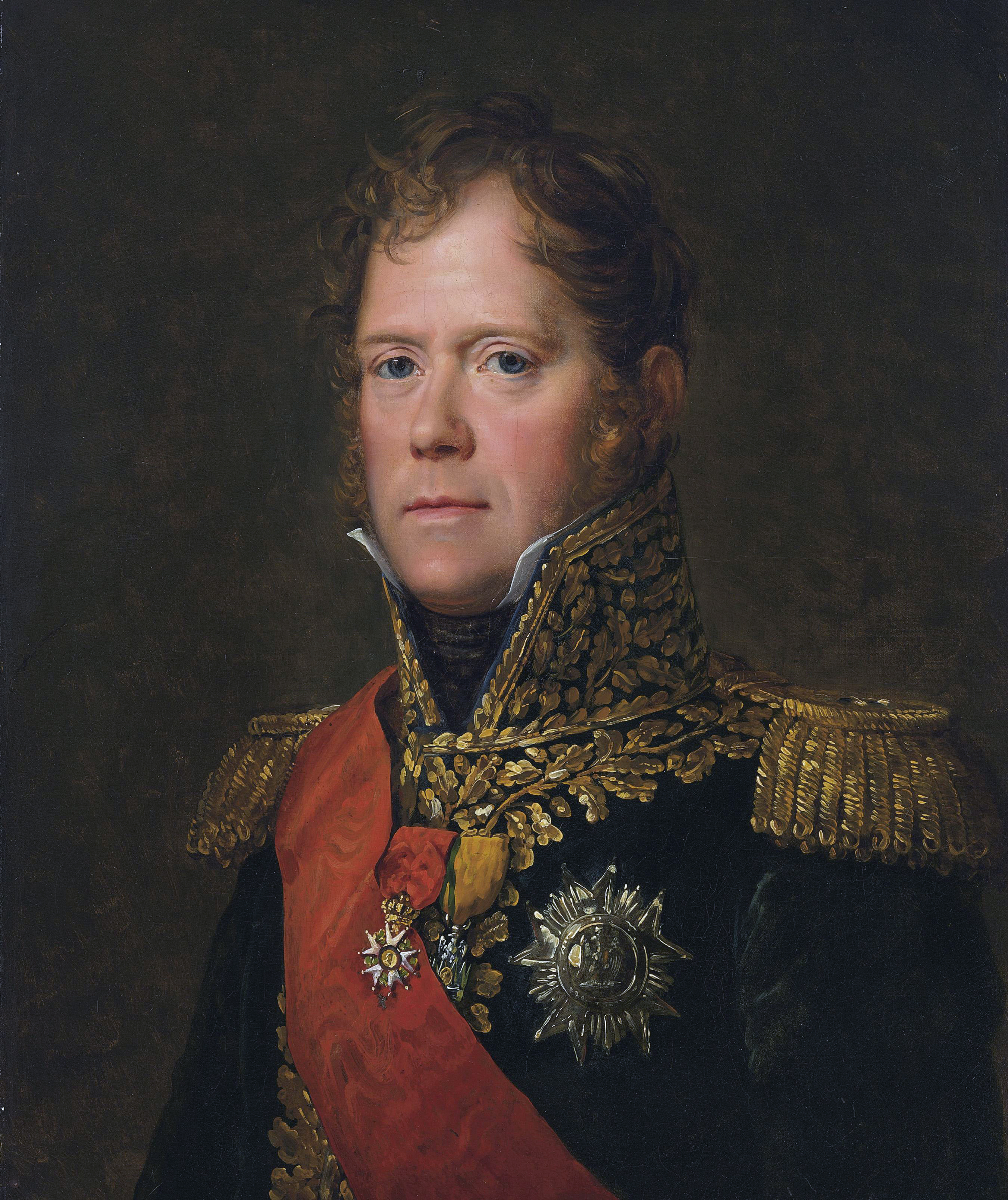
Maarschalk Michel Ney

Het was niet Napoleon, maar maarschalk Ney die de beslissende charge uitvoerde. Het was vijf uur in de namiddag, toen Ney het volgende bevel kreeg van Napoleon: "Neem Friedland in en verover de bruggen, het koste wat het kost. Bekommer u om niets anders. Kijk niet naar wat er links en rechts gebeurt. Het leger en ik zullen daar wel voor zorgen." Napoleon wist immers goed genoeg dat maarschalk Ney zich soms nogal kon laten afleiden door wat er in zijn omgeving gebeurde, en zo het ruimere plaatje vergat. Dit zou in Friedland niet het geval zijn. Ney leidde zijn ruiters in een rechte lijn naar Friedland, waar ze door de Russen onthaald werden met een regen van kanonskogels. Even dreigde het bijna mis te lopen, toen een deel van zijn troepen te veel naar rechts liep door de dikke kruitwolken. De maarschalk gaf het bevel het leger bij te laten sturen, maar hij had het bevel nog niet uitgesproken of de officier werd voor zijn ogen neergemaaid door een kanonskogel. Toen nam een majoor het initiatief door zijn hoed op zijn zwaard te zetten en luid "Vive l'Empereur!" te roepen, maar na nog geen tien seconden werden hij en zijn paard eveneens neergeschoten door een kanon. Daarop besloot een jonge kapitein de bevelen dan maar over te gaan brengen, maar hij geraakte nog geen tien meter verder of hij werd, eveneens, neergeschoten. Daarop ging maarschalk Ney dan maar zelf de bevelen overbrengen, wat hem gelukkig wel lukte. 
Uiteindelijk werd zijn halsstarrigheid beloond, en bereikte hij met zijn troepen het centrum van het Russische leger. Ze moesten zich nu een weg weten te banen door de duizenden soldaten heen, tot aan de rivier. Terwijl Ney en zijn troepen door de Russische soldaten hakten, maakte de Russische generaal Bagration de laatste grote beslissing van de veldslag. Toen hij Ney met zijn verzwakte leger zag aankomen, besloot hij de rest van de Russische troepen de rivier over te sturen, en zo Ney af te maken. Dit was echter precies waar Napoleon op had gehoopt. Terwijl de laatste Russen de houten bruggen over de Alle overstaken, stuurde Napoleon duizenden grenadiers te paard op hen af, en richtte zo een ware ravage aan. Dit gaf Maarschalk Ney de nodige ruimte om zijn charge af te maken.
De maarschalk reed met zijn troepen recht door de duizenden Russische soldaten, en bereikte zo uiteindelijk de bruggen over de Alle. Hij liet ze allemaal vernietigen, en ontnam zo de Russen van hun enige kans op ontsnappen. Een deel van de bruggen was echter door het Russische commando zelf al vernietigd, om hun troepen duidelijk te maken dat ze wel tot het bittere einde zouden moeten vechten. Ney had zijn bevelen uitgevoerd, en probeerde nu een weg terug naar zijn keizer te hakken terwijl de kanonskogels nog steeds neerregenden. Napoleon zag het allemaal door zijn verrekijker, en was sterk onder de indruk. "Cet homme est un lion!" riep hij naar de andere maarschalken. 

### Het einde van de slag
Rond elf uur 's avonds was de slag bij Friedland gestreden. De Fransen hadden een overduidelijke overwinning geboekt. Friedland was omgetoverd tot een brandende ruïne, en duizenden Russische soldaten waren in de Alle verdronken terwijl ze hadden geprobeerd te vluchten. De balans was overduidelijk: Napoleon had 8000 manschappen verloren, maar Bennigsen verloor niet minder dan 20.000 man en haast al zijn kanonnen. Napoleon had eindelijke de vernietigende klap uitgedeeld.

## Gevolgen
Na de slag bij Friedland was noch het Russische, noch het Pruisische leger in staat om tegen Napoleon te vechten. Die laatste bevond zich ondertussen al meer dan honderd kilometer naar het Westen, en zou snel Koningsbergen innemen. De Russen, en in mindere mate de Pruissen, zagen zich dus genoodzaakt om vrede te sluiten met Frankrijk. Dit zou spoedig leiden tot de Vrede van Tilsit. Hier verzoenden Napoleon en Tsaar Alexander I zich, bijna letterlijk met elkaar. Er trad een enorme verbroedering op in Tilsit, en enkele weken later kwam de Vierde Coalitieoorlog officieel ten einde. 
Bron: Napoleon, deel 2: van keizer tot mythe, Johan Op De Beeck